# بلاك شاينا
أنجيلا رينيه وايت (ولدت في 11 مايو 1988) مهنيا معروفة باسم بلاك شاينا ، عارضة، أمريكية، راقصة سابقة

## حياتها الشخصية
كانت تجمعها علاقه مع روب كارداشيان .اشتهرت عندما أدت دور مزدوج لنيكي ميناج في الفيديو الموسيقي لأغنية "Monster" للمغني كاني ويست عام 2010. اكتسبت اهتمامًا إعلاميًا أوسع بعد أن تم ذكر اسمها في أغنية "Miss Me" لدريك في نفس العام، مما أدى إلى ظهور عدد من المجلات، بما في ذلك مقطوعات في Dimepiece وStraight Stuntin وBlack Men's Magazine. في عام 2014، أطلقت علامتها التجارية الخاصة للمكياج، "Lashed by Blac Chyna"، وصالون تجميل في إنسينو، لوس أنجلوس. وقد ظهرت منذ ذلك الحين في عدد من وسائل الإعلام، بما في ذلك برامجها التلفزيونية الواقعية، Rob & Chyna وThe Real Blac Chyna.

## روابط خارجية
- بلاك شاينا على موقع IMDb (الإنجليزية)